# تضريب اللحف

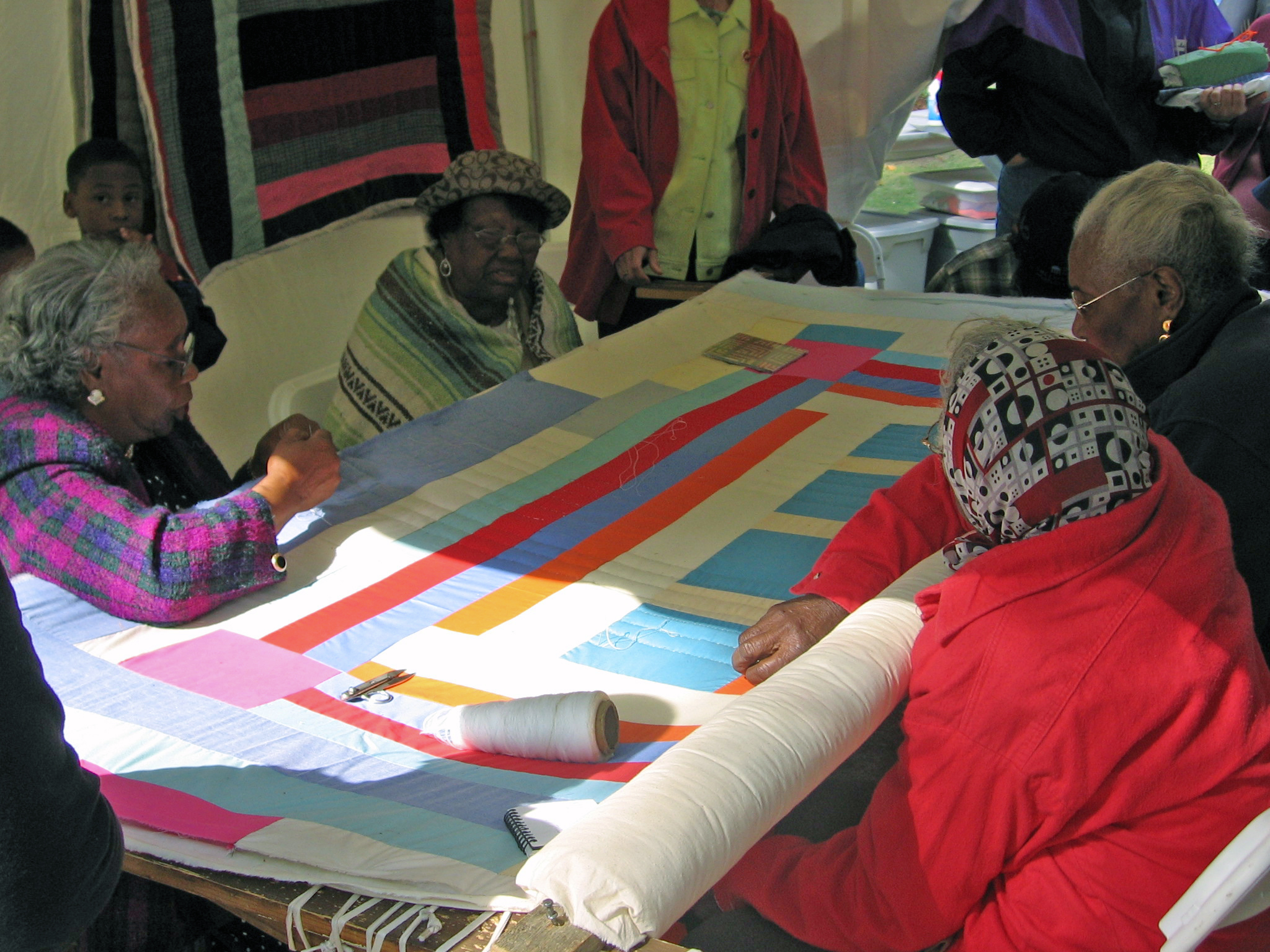
سيّدات من جيز بيند "بوكين"، ألاباما يُضَرِّبن اللُحُف، عام 2005.

تُعد عملية تضريب اللُحُف إحدى طرق الخياطة التي تُستخدَم في ضم طبقتين أو أكثر من مادةٍ ما معًا لتكوين مادة مُبطَّنة أكثر سُمكًا. ويُطلق على أي شخص يعمل في هذا المجال اسم صانع اللُحُف. ويمكن تضريب اللُحُف يدويًا أو بواسطة آلة خياطة أو ماكينة تضريب الذراع الطويلة المتخصّصة.
وخلال عملية تضريب اللُحُف، يتم استخدام إبرة وخيط في ضم طبقتين أو أكثر من مادةٍ ما معًا لتكوين اللحاف. وتعمل عملية تضريب اللُحُف النموذجية على ضم ثلاث طبقات تتمثّل في الآتي: النسيج العلوي أو قمة اللحاف والحشوة أو المادة العازلة وغطاء اللحاف. ويقوم صانع اللحاف بغرز الإبرة والخيط خلال جميع الطبقات ثُم يعيد إخراجهما للسطح ثانيةً وهكذا مرارًا وتكرارًا إما بيَده أو باستخدام ماكينة خياطة. ويتم تكرار هذه العملية في المنطقة كلها التي يريد تضريب اللحاف خلالها. ويشيع استخدام ما يعرف باسم الغُرَز المتعرجة أو المستقيمة أو الغرز المتواصلة في هذه العملية، حيث يتم عمل بعض هذه الغُرز بشكل تام لغرضٍ صناعي معين أو لأغراض التزيين والتطريز. وتُستخدَم عملية التضريب في عمل مفارش الأسِرّة ومعلقات الزينة على الحائط وأيضًا في عمل الكسوة وكثيرٍ من منتجات النسيج الأخرى. وقد يؤدي تكثيف عملية التضريب إلى زيادة سُمك إحدى المناطق أو ارتفاعها عن غيرها بحيث تبرز المناطق الأخرى.
وفي أغلب الأحيان تتاجر محلات بيع اللُحُف في القماش والخيط وقطع القماش وغيرها من المنتجات التي تُستخدَم في عملية التضريب. كما أنها تُعطي دروسًا جماعية لتعليم الخياطة وتضريب اللُحُف، حيث يتعلم خلالها أي شخص كيفية الخياطة أو تضريب اللُحُف ويُشارك غيره في هذه الأنشطة لكي يتبادلوا جميعًا ما لديهم من مهارات. وعادةً ما تحتوي محلات بيع اللُحُف على ماكينات تضريب للإيجار، كما يُمكن للعملاء أن يتركوا لُحفهم لهذه المحال ليضرِّبوها لهم بشكلٍ محترفٍ.

## معلومات تاريخية

### عملية تضريب اللُحُف الوظيفية القديمة
يرجع أصل الكلمة الإنجليزية "quilt" بمعنى «لِحاف» إلى الكلمة اللاتينية culcita التي يُقصد بها كيس كبير محشوّ، ولكنّه دخل إلى اللغة الإنجليزية عن طريق الكلمة الفرنسية cuilte، ولم يتم التوصل بَعد إلى منشأ عملية تضريب اللُحُف ولكن تقنيات خياطة تجميع القطع وخياطة الرقع الزخرفية للملابس وتضريب اللُحُف كانت جميعًا تُستخدم في صناعة الملابس والمفروشات لآلاف السنوات في مُختلَف أنحاء العالم.
وتم تصوير أول ثوبٍ مُبطَّن عرفه التاريخ منحوتًا على تمثال عاجي لــفرعون مصري من الأسرة الأولى حوالي عام 3400 قبل الميلاد.
وفي عام 1924 اكتشف علماءُ الآثار وجود سجاد مُبطَّن في منغوليا، حيث قدّروا أن تاريخه يرجع إلى الفترة التي تتراوح بين عام 100 قبل الميلاد وعام 200 بعد الميلاد، كما تم الإشارة إلى اللُحُف كثيرًا في المراجع الأدبية وقوائم جرد العقارات، وقد جلب الصليبيون العديد من الأشياء المُبطَّنة من الشرق الأوسط إلى أوروبا في أواخر القرن الحادي عشر، كما شاع ارتداء الملابس المُبطَّنة التي تُعرَف باسم سترات جامبسون في العصور الوسطى الأوروبية، حيث كان الفرسان يرتدونها تحت دروعهم للشعور بمزيدٍ من الراحة، كما كانوا في بعض الأحيان يُغطون بها دروعهم المعدنية لحمايتها من التأثر بالعوامل الجوية. يرجع تاريخ أول لحاف سرير أوروبي عرفه التاريخ وبقي حتى الآن إلى أواخر القرن الرابع عشر في صقلية، حيث تم تصنيعه من الكتّان وتبطينه بالصوف، وتم رسم مناظر من أسطورة تريستان على القطع التي تحيط بمركزه، وتبلغ مساحة هذا اللحاف 122 بوصة في 106 بوصة ويوجد في متحف فيكتوريا وألبرت بمدينة لندن.
اعتبرت الدول الأوروبية عملية تضريب اللُحُف إحدى أشكال التطريز منذ القرن الخامس تقريبًا، وتحتوي الأشياء المُبطَّنة القديمة على القطن المصري مما يدل على أن التجارة المصرية وتجارة البحر الأبيض المتوسط تعد بمثابة الناقل لهذه التقنية، وقد ندر وجود المنسوجات المُبطَّنة في أوروبا حتى القرن الثاني عشر تقريبًا ومنذ ذلك الحين بدأت المفارش المُبطَّنة وغيرها في الظهور وذلك بعد عودة الصليبيين من الشرق الأوسط، وفي القرون الوسطى كان الفرسان يرتدون سترات الجامبسون (gambeson) والأكيتون (aketon) والصدرة الضيقة المدرعة بدلاً من الدرع المطاوع (maille) أو الدرع المصفح، ثم أصبحت الصدرة الضيقة واحدة من ملابس الرجال العصرية في الفترة التي تتراوح بين القرن الرابع عشر والقرن السابع عشر، وبدأ تبطين الملابس في القرن الرابع عشر حيث تم ارتداء الصدرات الضيقة والدروع المبطَّنة في فرنسا وألمانيا وإنجلترا وارتداء السُّتر المُبطَّنة في إيطاليا.

### اللُحُف الأمريكية
انشغلت العديد من النساء أثناء فترة المستعمرات الأمريكية بالغزل والنّسج وتفصيل الملابس، في حين كان النساء اللاتي ينتمين إلى الطبقات الثرية يتباهين ببراعتهن في تطريز اللُحُف بشكلٍ كامل، ولم تتكون اللُحُف التي تم تضريبها في بداية القرن التاسع عشر من قطع قماش مُجمَّعة بل من قطعة قماش واحدة، كما تم تضريب اللُحُف الفارسية التطريز (بالفرنسية Broderie perse) واللُحُف المُرصَّعة، وقد تم تبطين بعض اللُحُف القديمة في أمريكا الشمالية بطبقةٍ من الأغطية البالية أو اللُحُف الأقدم، حيث تتوسط هذه الطبقة طبقات النّسيج الجديدة وبذلك يتم الاستفادة من المواد القديمة.
وقد انتشرت عملية التضريب باستخدام «الورق» خلال الفترات الأولى في التاريخ الأمريكي، حيث كان الورق يُعد بمثابة باترون تدرَّز حوله قصاصات القماش، وفي بداية نشأة دول غرب أمريكا كان الورق منتجًا نادر الوجود، لذلك فقد كان النساء يحتفظن بالورق المُستعمل وقصاصات الجرائد والكتالوجات لكي يستخدمنها في عمل الباترونات، ولم تنحصر استخدمات الورق في عمل الباترونات بل تم استخدامه أيضًا كمادة عازلة، وقد أصبح هذا الورق الذي يوجد داخل اللُحُف القديمة أحد المصادر الأساسية للمعلومات عن تلك الفترة التاريخية.
ويُطلق لفظ «اللُحُف صيفية» على اللُحُف التي لا تحتوي على مادة عازلة أو بطانة، حيث أنها لم تُصنع بغرض التدفئة بل صُنعت بغرض الحماية من البرد أثناء ليالي الصيف التي قد تحتوي على بعض الرياح الباردة.

### لُحف الأفارقة الأمريكيين
قامت السيدات الأفريقيات الأمريكيات بتطوير أسلوبٍ مميز لعملية التضريب يختلف تمامًا عن الأسلوب الذي يرتبط بطائفة الآميش،
كما قامت الأَمَةُ الأمريكية إفريقية المولد هاريت باورز (Harriet Powers) بتضريب لحافين مشهورين مرسوم عليهما مشاهد تروي أحداثًا تاريخية وقصصًا من الإنجيل، وتدخل هذه السيدة ضمن مجموعة كبيرة من صانعات اللحف الأمريكيات من الأصل الإفريقي اللاتي شاركن في تطور صناعة تضريب اللُحُف. وقد تم تكريم مجموعة تضريب اللُحُف في بوكين بولاية ألاباما بأحد المعارض التي طافت في بعض المتاحف بما في ذلك مؤسسة سميثسونيان، وقد قامت دائرة بريد الولايات المتحدة بوضع إسهامات هذه السيدة وغيرها من صانعي اللُحُف في بوكين ألاباما على سلسلة من طوابعها البريدية، كما تم بيان الطابع الشعبي لعملية تضريب اللُحُف (وكيفية جمعها لسيداتٍ من مختلَف الأجناس والمستويات الفكرية) وتكريمها من خلال وضع صورتها على هذه الطوابع.
أثناء الحرب الأهلية الأمريكية كان العبيد يستخدمون اللُحُف كوسيلةٍ لتبادل الخطابات السريّة ونقلها فيما بينهم بهدف التحرر من الرق والسفر عبر أنفاق السكك الحديدية، وقد أثار نقص السجلات المدونة الخاصة بعملية التضريب جدلاً بين المؤرخين والعلماء المتخصصين في هذا المجال، ومع ذلك فقد تم رواية تاريخها وحفظه شفهيًا.

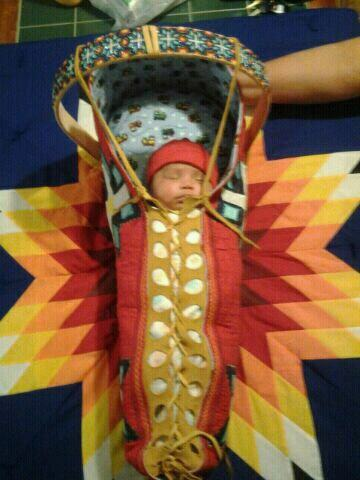
طفل رضيع من السكان الأصليين لأمريكا وهو نائمٌ في سرير أطفال موضوع على لحاف على شكل نجمة

### التضريب الفني للُحُف
اشتهرت اللحف الفنية في أواخر القرن العشرين بخصائصها الجماليّة والفنيّة وليس باستخداماتها (حيث يتم تعليقها على الحائط أو فرشها على المنضدة بدلاً من السرير).

### التضريب في الموضة والأزياء

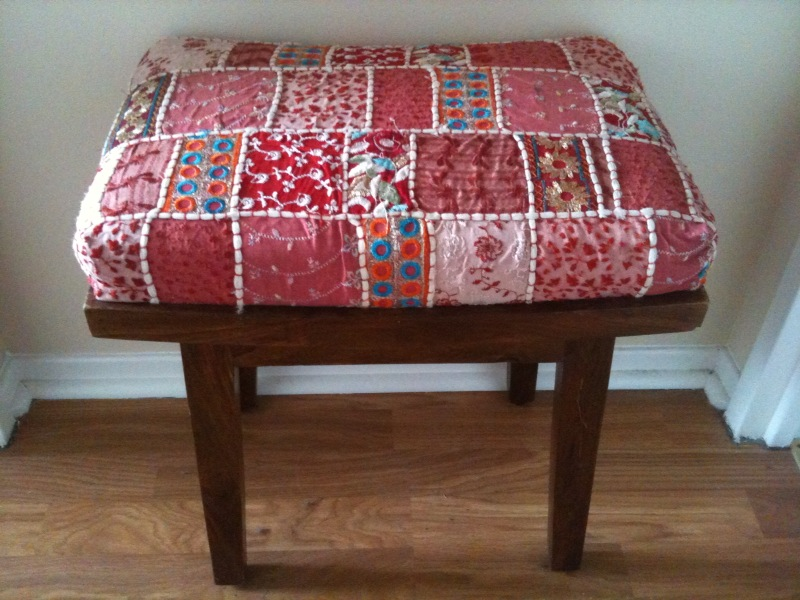
أحد الاستخدامات الحديثة لعملية التضريب: أحد المقاعد المُنجَّدة بقماش مبطَّن ومطرَّز من الهند.

شاع استخدام تصميمات التضريب المُميَّزة في صناعة المنسوجات الزخرفية، كما أصبحت تكنولوجيا الخياطة الصناعية أكثر دقة ومرونة وبدأت عملية التضريب باستخدام الأقمشة الغريبة والتطريز تدخُل في صناعة المفروشات المنزلية في أوائل القرن الواحد والعشرين.

## الأنواع والمُعدات
يوجد اليوم العديد من أنواع التضريب، ويُعد التضريب اليدوي والتضريب الآلي أوسع هذه الأنواع انتشارًا.
التضريب اليدوي هو تلك العملية التي تُستخدَم خلالها الإبرة والخيط في عمل الغرز المتواصلة يدويًا عبر المساحة المراد تضريبها، حيث تقوم هذه العملية بوصل طبقات اللحاف ببعضها، وفي أغلب الأحيان يتم الاستعانة بإطار أو طوق عند تضريب اللحاف ليساعد على إبعاد الجزء الذي يتم تضريبه عن حِجْر صانعه، ويُمكن لصانع اللحاف أن يصنع غُرزة واحدة عن طريق تمرير الإبرة أسفل النسيج من الجانب العلوي ثم سحبها من الناحية السفلى ليُكمل الغُرزة، ويُعرَف هذا النوع من الغُرز بغُرزة الطّعن، كما أن هناك نوعًا آخر يُعرف باسم الغُرزة المتعرجة، حيث يضع الصانعُ إحدى يديه التي عادةً ما يتم تغطية أحد أصابعها بالكشتبان أعلى اللّحاف في حين يضع الأخرى تحت قطعة القماش ليُدفع بها الإبرة إلى أعلى، ويُعرف النوع الثالث من أنواع الغُرز باسم «حشو الإبرة» حيث يتم خلاله عمل أربع غُرز أو أكثر قبل سحب الإبرة خلال القماش، وإلى الآن ما زالت طائفتا الآميش والمينونايت تضرّب اللُحُف يدويًا في الولايات المتحدة وكندا ويرغبون في إعادة إنعاش هذه الصناعة في جميع أنحاء العالم.
أما التضريب الآلي فهو عملية استخدام ماكينة خياطة منزلية أو ماكينة الذراع الطويلة لخياطة الطبقات معًا، حيث يتم تسريج الطبقات معًا قبل التضريب عن طريق ماكينة الخياطة المنزلية، ويشمل ذلك وضع الغطاء، والحشوة، والظهارة (كل ما يُكسى به ظهر شيء لدعمه أو تقويته) على سطحٍ مستوٍ، ثم يتم تدبيس الطبقات (باستخدام دبابيس آمنة جدًا) أو تسريجها معًا. يتضمن التضريب باستخدام ماكينة الذراع الطويلة وضع الطبقات من أجل تضريبها على إطار معين، ويحتوي الإطار على ألواح يتم لف الطبقات عليها، وإبقائها معًا دون الحاجة إلى التسريج أو التدبيس، ويتم استخدام تلك الإطارات من خلال ماكينة خياطة متخصصة، وتكون مرفوعة على منصة، وتمتد المنصة إلى مسافة طويلة حتي يمكن تحريك الماكينة عبر الطبقات الموجودة على الإطار، ويتم تحريك ماكينة الذراع الطويلة عبر النسيج، وعلى عكس ذلك، يتم تحريك النسيج نفسه عند استخدام ماكينة خياطة منزلية.
ويُعَد الربط طريقةً أخرى لتثبيت الطبقات الثلاث معًا (وهو ليس شكلاً من أشكال التضريب مطلقًا)، حيث يتم القيام بذلك في الأساس على اللُحُف التي يلزم إنهاؤها بصورةٍ سريعة، ويتم القيام بعملية ربط اللحاف باستخدام الخيط أو جدائل متعددة من الخيط، وتُستخدم العُقد المربعة لإكمال الربطات حتى يتسنى غسل اللحاف واستخدامه دون الخوف من أن تنفك العُقد، وتُسمى هذه الطريقة عامةً بـ«التسريج»، وفي الغرب الأوسط، يُشار إلى أغطية الأسرَّة المُسرَجة بلفظ "comforters" أي «اللُحُف».
ويتم تعليم التضريب حاليًا في بعض المدارس الأمريكية،  كما يتم تعليمه في المراكز الكبرى في الولايات المتحدة في فصولٍ يحضرها صانعو الألحفة من جميع الأعمار لتلقى المحاضرات، وتتوفر هذه الأنواع من الورش أو الفصول في دولٍ أخرى في النقابات وكليات المجتمع.
يستخدم صانعو اللُحُف المعاصرون مجموعة كبيرة من تصميمات التضريب وأنماطها، بدايةً من النماذج القديمة، مرورًا بالنماذج العرقية، وحتى نماذج ما بعد العصر الحديث، ولا توجد مدرسةٌ واحدةٌ أو نمطٌ واحدٌ يتحكم في عالم صناعة اللُحُف.

## العمليات والتعريفات

### النظام التقليدي
إن التضريب التقليدي عملية تشمل ست خطوات: 1) اختيار النموذج، والنسيج، والحشوة؛ 2) قياس النسيج وتقطيعه إلى الحجم الصحيح لعمل وحدات من الباترون؛ 3) جمع (خياطة الأجزاء المقطعة من النسيج معًا باستخدام ماكينة الخياطة أو باليد لعمل الوحدات) الوحدات معًا لعمل «غطاءٍ» مكتمل؛ 4) وضع غطاء اللحاف في طبقات مع الحشو والظهارة، لعمل «لفافة اللحاف»؛ 5) التضريب يدويًا أو بالماكينة خلال جميع طبقات لفافة اللحاف، 6) تنظيم الحشو الزائد وتهذيبه من الأطراف، خياطة الحشو حتى الأطراف الأمامية للحاف بالماكينة ثم خياطته في الظهارة. لاحظ: إذا تم تعليق اللحاف على الحائط، فهناك خطوة إضافية: عمل الكُم المعلق وربطه باللحاف.

### في الصين

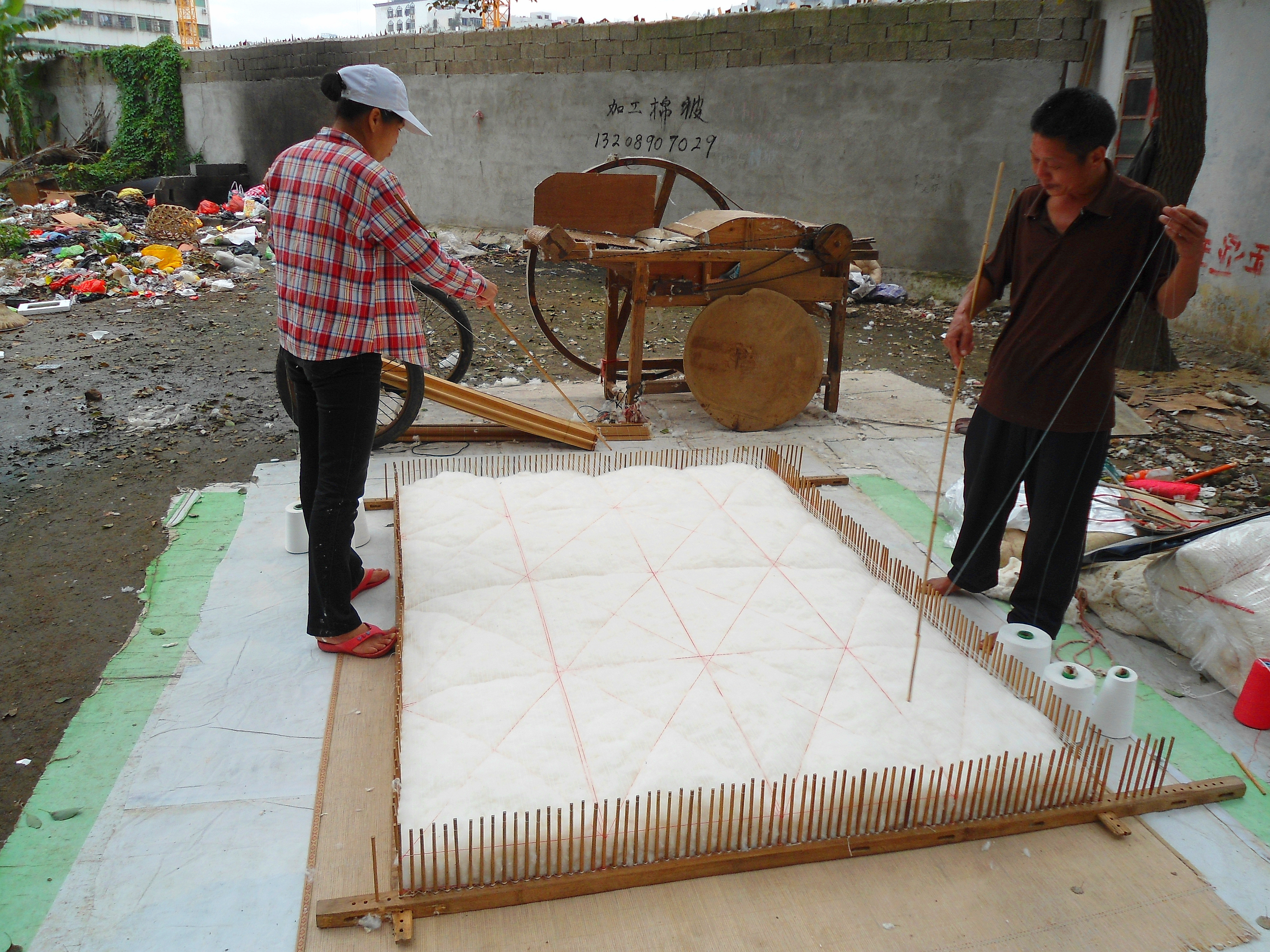
شبكة خيط يتم صنعها في أعلى طبقة الحشوة.

يتم تطبيق طريقة بسيطة لإنتاج اللُحُف في الصين، وتتضمن إنشاء موقع جانبي مؤقت، ويتم تحضير الإطار بحيث يتم عمل شبكة الخيوط القطنية بداخله، ثم يتم تحضير حشوة القطن، سواءً كانت جديدة أو مُعاد استخدامها من اللُحُف المهملة، في ماكينة تمشيط متحركة، بعد ذلك يتم تشغيل آلية ماكينة التمشيط من خلال محرك وقود صغير، ثم تُضاف الحشوة، طبقة تلو الأخرى، إلى المنطقة الموجودة بداخل الإطار، ويتم عمل شبكة جديدة من الخيوط بين كل طبقة، وذلك باستخدام لوح خشبي يتم دكّ الطبقة به.
ويمكن عمل أربع شبكات كل يوم عن طريق فريق مكون من شخصين، ويتم بيع هذه اللُحُف للمحال البلدية مقابل ستين رنمينبي أو أكثر اعتمادًا على الحجم والسُمك.

### تعريفات
- الترقيع: وهو خياطة الأجزاء الصغيرة من القماش في سلاسل، تُسمى رُقع، حيث تتم خياطتها معًا لعمل غطاء لحاف مكتمل، ويمكن أن تتم خياطة تلك الرقع معًا، (من الحافة إلى الحافة)، أو مفصولة بقطع من القماش تُسمى بالأحزمة. لاحظ: لا يتم ترقيع اللُحُف التي تُصنَع من ثوب قماش واحد، ولكن يتم عملها باستخدام قطعة واحدة من القماش لغطاء اللحاف.
- الحواف: وهي قطع النسيج النمطية ذات الأعراض المتنوعة التي يتم إضافتها إلى محيط الوحدات المرقعة لكي يتم إكمال غطاء اللحاف. لاحظ: يمكن أيضًا أن يتم عمل الحواف من الوحدات البسيطة أو النموذجية التي تكون مخيَّطة مع بعضها البعض في صف، وذلك قبل إضافتها إلى غطاء اللحاف.
- التصفيف: وهو وضع طبقة غطاء اللحاف على الحشوة والظهارة.
- التضريب: هو الخياطة خلال طبقات اللحاف الثلاث (غطاء اللحاف، والحشوة، وظهر اللحاف)، في نماذج زخرفية نمطية تخدم ثلاثة أغراض هي:

1. ربط الطبقات ببعضها،
2. إضافة حس جمالي إلى اللحاف المصنوع وتصميمه،
3. وأخيرًا حبس الهواء داخل الأجزاء المُضرَّبة لجعل اللحاف ككل أكثر دفئًا من أجزائه.

- الحشو: وهو قطع طويلة من النسيج مقطَّعة على خط الدرز ويتم ربطها بحواف اللحاف، وتتم خياطة الحشوة بشكل نمطي حتى الجزء الأمامي من طرف اللحاف من خلال الماكينة، وتكون مطوية على مرتين، أما ظهر اللحاف، فيكون مُخيَّطًا يدويًا.

ويتم عمل التضريب عن طريق البدء من الوسط، ثم الاتجاه إلى الخارج نحو أطراف اللحاف.
يمكن أن يكون التضريب زخرفيًا بشكلٍ دقيق، شاملاً التطريز المُصاغ من التصميمات والنماذج المعقدة، وشبكات هندسية معقدة وبسيطة، أي «عناصر» مصنوعة من نماذج التضريب المنتشرة أو الصور المرسومة، سواءً كانت يدوية أو تصميمات معقدة ومتكررة تُسمى بــالفسيفساء. قد يختار صانع اللُحُف أن يُظْهِرَ تلك التصميمات من خلال استخدام خيوط متعددة الألوان أو خيوط معدنية، أو تلك التي تختلف عن النسيج بشكلٍ كبير، وعلى عكس ذلك، قد يختار صانع اللُحُف أن يجعل التضريب مخفيًا، وذلك عن طريق استخدام خيوط من النايلون أو البوليستر «غير المرئي» تتماشى مع غطاء اللحاف، أو عن طريق التطريز داخل الطبقات المُرقَّعة نفسها (عادةً ما تعرف باسم «الخياطة الخفية»)، ويقوم بعضُ صانعي اللُحُف برسم التصميم على غطاء اللحاف قبل البدء في الخياطة، بينما يفضل البعض الآخر التطريز اليدوي الحر.
ويصاحب التضريب عادةً عمليتا التطريز، والترقيع، وتوصيل القماش المزين بالرقع الزخرفية، بالإضافةِ إلى أشكالٍ أخرى من شغل الإبرة.

## أنماط مميزة
- ترقيع الأساس – يُسمى أيضًا بترقيع الورق – وهو خياطة أجزاء النسيج إلى أساس مؤقت أو دائم
- تضريب الظل أو الصدى – التضريب في هاواي، حيث يتم التضريب حول قطعة مزينة بالرقع على غطاء اللحاف، ثم يتم اتباع نفس الخطوة مرارًا وتكرارًا حول خط التضريب السابق.
- تضريب رالي – التضريب الهندي، ويتصل عادةً بمنطقة غوجارات.
- تضريب ساشيكو – وهو تطريز أساسي يتم عمله بخيط من القطن الأبيض الثقيل، وعادةً من النسيج ذي اللون النيلي الغامق، وكان يستخدمه في الأصل الطبقات العاملة لخياطة الطبقات معًا للحصول على الدفء.[5]
- تضريب ترابونتو – تضريب ذو حشو، وعادةً ما يتصل بإيطاليا.
- تضريب ترابوننتو الآلي – وهو عملية استخدام خيط قابل للذوبان في الماء وطبقة إضافية من الحشو لتنفيذ تصميم ترابونتو، ثم لف اللحاف وإعادة خياطة التصميم بالخيط القطني العادي.
- تضريب ترابونتو بالظل – يشمل ذلك تنفيذ التصميم باستخدام نسيج رقيق وملء بعض الفراغات الموجودة في النموذج بأطوال قصيرة من الصوف الملون.
- تضريب تيفافي – وهو من أشكال التضريب المميزة الخاصة بــجزر كوك.
- التضريب بالألوان المائية – وهو شكلٌ معقد لتضريب القصاصات، حيث يتم تنظيم قطع ذات أحجام واحدة وطباعات متنوعة وخياطتها لعمل صورة أو تصميم، انظر أيضًا المسح اللوني.
- فن الخيوط – وهو نمط تقليدي من الخياطة حيث يتم وضع الخيط في طبقات من أجل عمل صورة على اللحاف. انظر هذه الصورة كمثال على الرابط التالي: (http://www.agww.net/html/agww_merchandise_2.html).